# Berlesiella truncata
Berlesiella truncata är en kvalsterart som först beskrevs av Sandór Mahunka 1994.  Berlesiella truncata ingår i släktet Berlesiella och familjen Haplozetidae. Inga underarter finns listade.